# Sarinda hentzi
Sarinda hentzi är en spindelart som först beskrevs av Banks 1913.  Sarinda hentzi ingår i släktet Sarinda och familjen hoppspindlar. Inga underarter finns listade i Catalogue of Life.